# Agres (kommunhuvudort)
Agres är en kommunhuvudort i Spanien.   Den ligger i provinsen Provincia de Alicante och regionen Valencia, i den östra delen av landet, 300 km sydost om huvudstaden Madrid. Agres ligger 671 meter över havet och antalet invånare är 709.
Terrängen runt Agres är huvudsakligen kuperad, men åt sydost är den bergig. Terrängen runt Agres sluttar norrut. Runt Agres är det ganska tätbefolkat, med 207 invånare per kvadratkilometer. Närmaste större samhälle är Alcoy, 9,4 km söder om Agres. 